# Sphallenopsis pilosovittata
Sphallenopsis pilosovittata är en skalbaggsart som först beskrevs av Bates 1872. Sphallenopsis pilosovittata ingår i släktet Sphallenopsis och familjen långhorningar.
Artens utbredningsområde är:
- Nicaragua.
- Panama.

Inga underarter finns listade i Catalogue of Life.